# 2111 Tselina
2111 Tselina è un asteroide della fascia principale del diametro medio di circa 24,5 km. Scoperto nel 1969, presenta un'orbita caratterizzata da un semiasse maggiore pari a 3,0181404 UA e da un'eccentricità di 0,0910147, inclinata di 10,48798° rispetto all'eclittica.
L'asteroide è stato denominato in occasione del 25' anniversario della Campagna delle terre vergini utilizzando la traslitterazione anglosassone del termine russo целина che indica per l'appunto la terra vergine.